# كيفن ستيل (لاعب كرة قدم أمريكية)
كيفن ستيل (بالإنجليزية: Kevin Steele)‏ هو لاعب كرة قدم أمريكية أمريكي، ولد في 17 مارس 1958 في ديلون في الولايات المتحدة.